# Gembloux
Gembloux (en való Djiblou, neerlandès Gembloers) és un municipi belga de la província de Namur a la regió valona. És travessat per l'Orneau, afluent del Sambre, i va sorgir de la fusió de Beuzet, Bossière, Bothey, Corroy-le-Château, Ernage, Gembloux, Grand-Manil, Grand-Leez, Isnes, Lonzée, Mazy i Sauvenière.

## Agermanaments
- Marsannay-la-Côte
- Épinal
- Skyros
- Loughborough
- Ayer